# 奎德素镇
奎德素镇，是中华人民共和国辽宁省朝阳市建平县下辖的一个乡镇级行政单位。

## 行政区划
奎德素镇下辖以下地区：
奎德素村、四盆营子村、西山村、河南村、北山村、大三家村、土木营子村、红山村、大房身村、大窝铺村和那立奈村。